# 27 Batalion Celny
27 Batalion Celny – jednostka organizacyjna formacji granicznych II Rzeczypospolitej.

## Formowanie i zmiany organizacyjne
Na podstawie rozkazu Ministra Spraw Wojskowych L.7300/Mob. z dnia 9 czerwca 1921 w miejsce batalionów etapowych utworzone zostały bataliony celne. 27 batalion celny powstał w granicach 2 Armii, a zorganizowano go na bazie III/V i V/V batalionu etapowego. Etat batalionu wynosił 14 oficerów i 600 szeregowych. Podlegał Ministerstwu Spraw Wewnętrznych.
Mimo że batalion był w całym tego słowa znaczeniu oddziałem wojskowym, nie wchodził on w skład pokojowego etatu armii. Uniemożliwiało to uzupełnianie z normalnego poboru rekruta. Ministerstwo Spraw Wojskowych zarówno przy ich formowaniu, jak i uzupełnianiu przydzielało mu często żołnierzy podlegających zwolnieniu, oficerów rezerwy oraz szeregowców i oficerów zakwalifikowanych przez dowództwa okręgów generalnych jako nie nadających się do dalszej służby wojskowej.
W listopadzie 1921 Ministerstwo Spraw Wewnętrznych postanowiło powołać brygady celne. 27 batalion celny znalazł się w strukturze 8 Brygady Celnej. 
Wykonując postanowienia uchwały Rady Ministrów z 23 maja 1922, Minister Spraw Wewnętrznych rozkazem z 9 listopada 1922 zmienił nazwę „Baony Celne” na „Straż Graniczna”. Wprowadził jednocześnie w formacji nową organizację wewnętrzną. 27 batalion celny przemianowany został na 27 batalion Straży Granicznej.

## Służba celna
Odcinek batalionowy podzielony był na cztery pododcinki, które obsadzały kompanie wystawiające posterunki i patrole. Posterunki wystawiano wzdłuż linii granicznej w taki sposób, by mogły się nawzajem widzieć w dzień. W tym zakresie batalion współpracował z posterunkami i patrolami Policji Państwowej. Współpraca polegała na tym, że te pierwsze wystawiały wzdłuż linii granicznej stale posterunki i patrole, natomiast policja tworzyła je w głębi strefy, poza linią graniczną. W zakresie ochrony granicy batalion podlegał staroście.
Z chwilą powstania batalion objął dotychczasowe odcinki III i V Krakowskich batalionów etapowych i częściowo odcinek I Lubelskiego batalionu etapowego. 
Sąsiednie bataliony
- 31 batalion celny ⇔ 28 batalion celny – IX 1921
- 31 batalion celny ⇔ 28 batalion celny – XII 1921[11]

## Kadra batalionu
Dowódcy batalionu
| stopień | imię i nazwisko       | okres pełnienia służby  | kolejne stanowisko |
| ------- | --------------------- | ----------------------- | ------------------ |
| mjr     | Stanisław Rebenkowski | 23 VIII 1921 − 1 X 1922 |                    |

## Struktura organizacyjna
| Ordre de Bataille 27 batalionu celnego w Dziśnie na dzień 23 sierpnia 1921 | Ordre de Bataille 27 batalionu celnego w Dziśnie na dzień 23 sierpnia 1921 | Ordre de Bataille 27 batalionu celnego w Dziśnie na dzień 23 sierpnia 1921 | Ordre de Bataille 27 batalionu celnego w Dziśnie na dzień 23 sierpnia 1921 | Ordre de Bataille 27 batalionu celnego w Dziśnie na dzień 23 sierpnia 1921 |
| kompania                                                                   | 1. Czeszki                                                                 | 2. Dzisna                                                                  | 3. Uśmiany                                                                 | 4. Dzisna                                                                  |
| -------------------------------------------------------------------------- | -------------------------------------------------------------------------- | -------------------------------------------------------------------------- | -------------------------------------------------------------------------- | -------------------------------------------------------------------------- |
| dowódcy                                                                    | por. Bronisław Kulczycki                                                   | por. Eugeniusz Roth                                                        | por. Ludwik Lemik                                                          | por. Władysław Linca                                                       |
| placówka                                                                   | Terespol                                                                   | Drozdy                                                                     | Ponizowo                                                                   |                                                                            |
| placówka                                                                   | Skrobotuny                                                                 | Borowszczyzna                                                              | Drogiczyn                                                                  |                                                                            |
| placówka                                                                   | Zaułek                                                                     | Pielcy                                                                     | Oleśnica                                                                   |                                                                            |
| placówka                                                                   | Osinówka                                                                   | Kniażyn                                                                    | Perejasławka                                                               |                                                                            |
| placówka                                                                   | fut. Brudok                                                                | Polany                                                                     | Uśmiany                                                                    |                                                                            |
| placówka                                                                   | Czeszki                                                                    | Kopciowo                                                                   | Trudy                                                                      |                                                                            |
| placówka                                                                   | Bojary                                                                     | Czerepy                                                                    | Słoboda                                                                    |                                                                            |
| placówka                                                                   | Teljeny                                                                    | Mazuryno                                                                   | Dworczany                                                                  |                                                                            |
| placówka                                                                   | Weretejka                                                                  | Łąki                                                                       | Kukiszy                                                                    |                                                                            |
| placówka                                                                   | Stelmachowo                                                                | Dzisna                                                                     | Leonpol                                                                    |                                                                            |
| placówka                                                                   | Kruczówka                                                                  | folw. Kopułowa                                                             | Skakuny                                                                    |                                                                            |
| placówka                                                                   | fut. Zagacie                                                               | Frołowo                                                                    | Czuryłowo                                                                  |                                                                            |
| placówka                                                                   | st. Zagacie                                                                | Powianuszki                                                                | Czemiery                                                                   |                                                                            |
| placówka                                                                   | Orzechowno                                                                 | Hryhorowicze                                                               |                                                                            |                                                                            |
| Ordre de Bataille 27 batalionu celnego w Drui na dzień 1 października 1922 |                                                                            |                                                                            |                                                                            |                                                                            |
| kompania                                                                   | 1. Druja                                                                   | 2. Druja                                                                   | 3. Uźmiany                                                                 | 4. Leonpol                                                                 |
| dowódcy                                                                    | rtm. Stanisław Zaremba                                                     | por. Wiktor Szyglewski                                                     | por. Ludwik Lemik                                                          | por. Ludwik Drumar                                                         |
| placówka                                                                   | Wiata                                                                      |                                                                            | Ponirowo                                                                   | Janczyn                                                                    |
| placówka                                                                   | Jewioły                                                                    |                                                                            | Olszenica                                                                  | Staro Grudzinowo                                                           |
| placówka                                                                   | Stajki                                                                     |                                                                            | Przesłówka                                                                 | Leonpol                                                                    |
| placówka                                                                   | Druja                                                                      |                                                                            | Uźmiany                                                                    | Czuryłowo                                                                  |
| placówka                                                                   | Krzywowszczyzna                                                            |                                                                            | Trudy                                                                      | Czemery                                                                    |
| placówka                                                                   | Bałuje                                                                     |                                                                            | Słoboda                                                                    |                                                                            |
| placówka                                                                   |                                                                            | Dworczany                                                                  |                                                                            |                                                                            |